# Dolly (schaap)

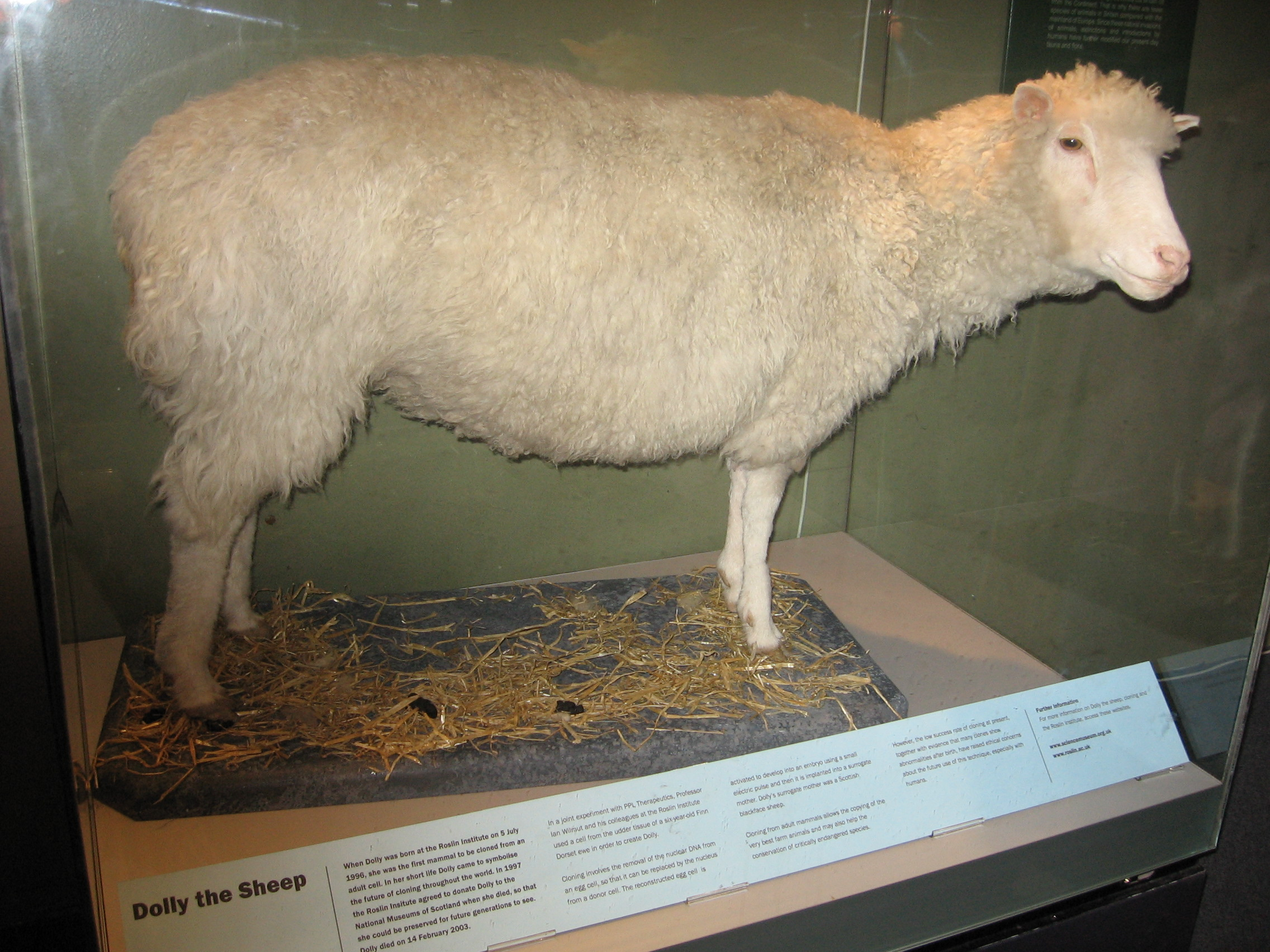
Dolly opgezet tentoongesteld

Dolly (5 juli 1996 – 14 februari 2003) was het eerste gekloonde schaap en 's werelds eerste kloon van een volwassen zoogdier. Op 22 februari 1997 werd haar geboorte bekendgemaakt en vijf dagen later verscheen daarover een wetenschappelijk artikel in het tijdschrift Nature.
Het genetisch materiaal waar Dolly uit is ontstaan, lag in een celkern van een cel van het uierweefsel van een volwassen ooi. Omdat de Schotse wetenschappers geen indrukwekkendere borsten dan die van countryzangeres Dolly Parton konden bedenken, werd het schaap naar haar vernoemd. Het was revolutionair dat bij de 'Dolly-techniek' de cel van een volwassen dier (die al gespecialiseerd is, bijvoorbeeld als lever- of hersencel) als oorsprong werd gebruikt en niet een niet-gespecialiseerde stamcel. Voor het eerst bleek dat cellen hun specialisatie kunnen 'vergeten' en een nieuwe kunnen aannemen. De techniek waarmee Dolly werd "gecreëerd" kwam bekend te staan als de somatische celkerntransfer.
Sinds Dolly zijn er vele lammeren, muizen en andere dieren gekloond.
Op 14 februari 2003 liet een dierenarts de toen zesjarige Dolly inslapen vanwege een longontsteking die samenging met voortijdige artritis. Mogelijk heeft Dolly deze ziekte zo vroeg gekregen, omdat de cel die bij het klonen werd gebruikt al voor de geboorte beschadigd was. Daarom twijfelen wetenschappers of een gekloonde cel zichzelf naar zijn oorspronkelijke model kopieert of zijn huidige, al beschadigde, genen overdraagt.
Toen na bijna 20 jaar de levensloop van 13 later gekloonde schapen werd geëvalueerd, leek de vrees dat de gekloonde dieren vroeg zouden verouderen, voorbarig te zijn geweest.
Dolly is opgezet en te zien in het National Museum of Scotland in Edinburgh.

## Dolly in de populaire cultuur
De Belgische kunstenares Dominique Goblet publiceerde in 2003 een kort stripverhaal over Dolly getiteld 2004 Apparition de Dolly dans la campagne anglaise.
Dolly the Sheep is de naam van een computerspelletje waarin het schaap achternagezeten wordt door kwaadaardige wetenschappers.